# كرويتسبورغ
كرويزبرغ (بالألمانية: Creuzburg) هي بلدة ألمانية تقع في ألمانيا في تورينغن. يقدر عدد سكانها بـ 2,597 نسمة .